# امامزاده هود
امامزاده هود مربوط به دورهٔ ایلخانی است و در شهرستان رزن، روستای ینگی‌قلعه واقع شده و این اثر در تاریخ ۲ اسفند ۱۳۲۷ با شمارهٔ ثبت ۳۶۷ به‌عنوان یکی از آثار ملی ایران به ثبت رسیده است.
این بنای آجری تاریخی به شکل یک برج ۱۲ گوش بسیار متناسب ساخته شده و مربوط به سدهٔ هشتم قمری است. گنبد مخروطی شکل این بنا ویران شده و هم‌اکنون دارای سقف ضربی است. آثار کتیبه‌ای به خط کوفی به همراه کاشی معرق در کناره‌های بنا باقی مانده است. آرامگاه در سرداب زیر بنا جای گرفته و سقف آن با تیرهای چوبی پوشیده شده‌است. این برج در زمان آبادی دارای پشت بغل‌های کاشی و زیبایی خاصی بوده‌است و هم‌اکنون نمونهٔ کوچکی از روکش‌های رنگین آجری و کاشی در بدنهٔ بنا دیده می‌شود.